# Ziegenhals (Königs Wusterhausen)

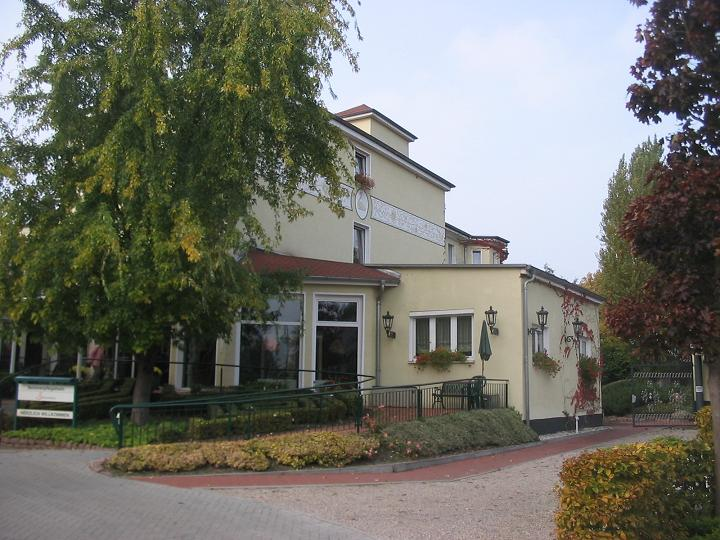
Schwanenburg im Jahr 2008

Ziegenhals ist ein Gemeindeteil von Niederlehme und Wernsdorf, die wiederum Ortsteile von Königs Wusterhausen in Brandenburg sind. Der Ort liegt südöstlich von Berlin im Landkreis Dahme-Spreewald. Seit dem 26. Oktober 2003 gehört es als Teil von Niederlehme und Wernsdorf zu Königs Wusterhausen. Der Ort liegt an der Straße zwischen Königs Wusterhausen und Erkner am Großen Zug und Krossinsee.

## Geschichte
Im ehemaligen Sporthaus Ziegenhals trat Ernst Thälmann am 7. Februar 1933 das letzte Mal vor seiner Verhaftung durch die Nationalsozialisten als Redner auf einer Versammlung vor KPD-Funktionären auf. Bis Mitte 2010 befand sich hier eine Thälmann-Gedenkstätte. Das ehemalige Sporthaus gehörte zum Niederlehmer Teil von Ziegenhals.
Auf einer Landzunge am nördlichen Ende des Großen Zugs und Beginn des Krossinsees liegt die Schwanenburg, die 1906 als Gaststätte und Wohnhaus errichtet worden ist. Im Zweiten Weltkrieg diente das Gebäude phasenweise als Offiziersheim und zwischen 1946 und 1956 als FDJ-Ferienlager. Erich Honecker soll häufiger Gast in dem Lager gewesen sein. 1956 wurde die Anlage zum Onkologischen Institut und zur Reha-Einrichtung für an Krebs operierte Frauen. 1962 kam eine Akademie für ärztliche Fortbildung hinzu, in der Ludwig Mecklinger, später Minister für Gesundheitswesen der DDR, als Gastdozent lehrte. Nach der Übernahme durch den Senat von Berlin im Jahr 1990 stand der Gebäudekomplex weitgehend leer und verfiel trotz phasenweiser Teilnutzung. 1996 ging die Schwanenburg in den Besitz eines Investors über, der sie in ein 1999 eröffnetes Seniorenpflegeheim umbauen ließ. Die Schwanenburg gehört zum Wernsdorfer Teil von Ziegenhals.

## Verkehr
Der öffentliche Personennahverkehr wird unter anderem durch den PlusBus des Verkehrsverbund Berlin-Brandenburg erbracht. Folgende Verbindung führt, betrieben von der Regionale Verkehrsgesellschaft Dahme-Spreewald und Busverkehr Oder-Spree, durch Ziegenhals:
- Linie 428: Königs Wusterhausen ↔ Niederlehme ↔ Ziegenhals ↔ Wernsdorf ↔ Neu Zittau ↔ Erkner